# 越南共產黨全國代表大會
越南共产党全国代表大会，根据《越南共產黨章程 （页面存档备份，存于）》规定，是越南共产党的最高领导机关。
越南共产党按照民主集中制的列宁主义原则组建。越共党代会在闭会期间，党的领导机关是越南共产党中央委员会，中央委员会的委员在越共党代会上选举产生。
越共党代会由越南共产党中央委员会召集，由于抗法战争和越南战争的原因，前四次党代会不定期举行，自1976年开始，每五年召开一次。

## 大會
| 大會                                               | 代表                     | 越共中央 選舉                | 政治報告 （呈者） | 黨綱                             | 黨章 （修正案） | 黨員       |
| -------------------------------------------------- | ------------------------ | ---------------------------- | ----------------- | -------------------------------- | --------------- | ---------- |
| 印度支那共產黨第一次全國代表大會 4日 1935選舉      | 12                       | 9正式 – 4候補                | —                 | 《關於資本主義民主革命的論文》   | 修正            | 600        |
| 印度支那共產黨第二次全國代表大會 4日 1950–1951選舉 | 158投票代表 – 53候補代表 | 19正式 – 10候補              | 长征 (政治人物)   | —                                | 修正            | 766,349    |
| 越南勞動黨第三次全國代表大會 8日 1960選舉          | 525投票代表 – 51候補代表 | 49正式 – 39候補              | 黎笋              | —                                | 修正            | 500,000    |
| 越南共產黨第四次全國代表大會 9日 1975–1976選舉     | 1,008                    | 101正式 – 32候補             | 黎笋              | —                                | 修正            | 1,550,000  |
| 越南共產黨第五次全國代表大會 4日 1981–1982選舉     | 1,033                    | 116正式 – 32候補             | 黎笋              | —                                | 修正            | 1,727,000  |
| 越南共產黨第六次全國代表大會 4日 1985–1986選舉     | 1,129                    | 124正式 – 49候補             | 长征 (政治人物)   | —                                | 修正            | ~1,900,000 |
| 越南共產黨第七次全國代表大會 4日 1990–1991選舉     | 1,176                    | 146                          | 阮文灵            | 《向社會主義過渡時期的國家建設》 | 修正            | 2,155,022  |
| 越南共產黨第八次全國代表大會 4日 1995–1996選舉     | 1,198                    | 170                          | 杜梅              | 修正                             | 修正            | 2,155,022  |
| 越南共產黨第九次全國代表大會 4日 2000–2001選舉     | 1,168                    | 150                          | 黎可漂            | 修正                             | 修正            | 2,479,719  |
| 越南共產黨第十次全國代表大會 8日 2005–2006選舉     | 1,176                    | 160正式 – 21候補             | 農德孟            | 修正                             | 修正            | ~3,100,000 |
| 越南共产党第十一次全国代表大会 8日 2010–2011選舉   | 1,377                    | 175正式 – 25候補             | 農德孟            | 修正                             | 修正            | ~3,600,000 |
| 越南共產黨第十二次全國代表大會 9日 2015–2016選舉   | 1,510                    | 180正式 – 20候補             | 阮富仲            | 修正                             | 修正            | +4,500,000 |
| 越南共产党第十三次全国代表大会 8日 2020–2021選舉   | 1,587                    | 越南共产党第十三届中央委员会 | 阮富仲            | 兩個百年                         | —               | +5,000,000 |

## 另見

### 類似大會
- 苏联共产党代表大會
- 巴西共產黨代表大會（英语：Congress of the Communist Party of Brazil）
- 古巴共產黨代表大會（英语：Congress of the Communist Party of Cuba）
- 中国共产党全國代表大會
- 中國國民黨全國代表大會
- 朝鲜劳动党全國代表大會
- 越南共產黨全國代表大會
- 老撾人民革命黨全國代表大會（英语：National Congress of the Lao People's Revolutionary Party）
- 民主進步黨全國代表大會
- 台灣民眾黨全國代表大會
- 南斯拉夫共產黨聯盟代表大會（英语：Congress of the League of Communists of Yugoslavia）
- 日本共产党大會

### 其它
- 黨大會
- 苏联历史
- 共产党一党制之黨國體制
- 列宁主义、民主集中制、民主集權制
- 国际共产主义运动、共产国际
- 美國民主黨全國代表大會（Convention）
- 美國共和黨全國代表大會（Convention）
- 美国总统提名大会（Convention）
- 英國保守黨會議（英语：Conservative Party Conference）（Conference）
- 英國工黨會議（英语：Labour Party Conference）（Conference）
- 英國自由民主黨會議（英语：Liberal Democrat Conference）（Conference）
- 委内瑞拉全國代表大會

## 外部連結
- 越南共產黨章程 （页面存档备份，存于）